# 內拉 (卡爾達斯省)
內拉是哥倫比亞的城鎮，位於該國西部，由卡爾達斯省負責管轄，距離首府馬尼薩萊斯21公里，始建於1842年，面積350.56平方公里，海拔高度1,969米，2009年人口29,130。
5°10′N 75°30′W / 5.167°N 75.500°W